# 샬롯의 거미줄 (1973년 영화)
《샬롯의 거미줄》(영어: Charlotte's Web)는 1973년에 발표된 애니메이션 영화로 찰스 니콜스 외가 감독했다. 영화는 엘윈 브룩스 화이트의 동화에 감성이 풍부한 돼지 윌버와 영리한 회색 거미 샬롯의 우정을 다루고 있다.
미국에서는 1973년 3월 1일. 제작된 이 작품의 원제는 아기 돼지 윌버와 친구들. 지난 1985년에 타계한 퓰리처상 수상경력의 E. B 화이트가 쓴 원작에 기반한 이 작품의 본질적인 내용 역시 주인공인. 후속편인 샬롯의 거미줄 2: 윌버의 대모험은 2003년 비디오로 출시되었다.

## 줄거리
윌버는 몸집이 작아 상품가치가 없다는 이유로 죽을 뻔 했지만, 농장주인의 딸 펀의 설득으로 목숨을 건진 돼지이다. 물론 아빠는 펀과는 달리, 윌버를 불쌍하게 생각해서가 아니라, 헐값에 사서 고기용 가축으로 키우려는 계산으로 살려준 것이다. 하여간 펀의 농장에서 살게 된 윌버는 회색 암거미인 샬롯을 만난다. 윌버는 파리를 잡아먹는 샬롯을 보고 놀라지만, 나중에는 그녀의 사촌이 거밋줄로 물고기를 잡아먹었다는 믿기 힘든 이야기도 경청할 정도로 친해진다. 한편 윌버가 햄으로 만들어질 것이라는 터줏대감 양 새뮤얼의 예측이 가축들의 입을 타고 소문으로 커지자,영리한 샬롯은 한 가지 묘안을 낸다.‘근사한 돼지’라는 글자를 거미줄로 만든 것이다. 이를 본 마을 사람들은 대단한 돼지가 나타났다며 펀의 집에 몰려와서 감탄을 하고, 펀의 아빠도 윌버를 계속 돌볼 생각을 한다. 이후에도 샬롯은 잇속빠른 쥐 탬플턴의 도움을 받아 글자들을 만들어낸다. 한편 윌버는 박람회에 출품되어 사람들의 인기를 받지만, 샬롯은 자신의 죽음이 얼마 남지 않았다는 것을 깨닫는다. 이를 안 윌버는 밥을 먼저 먹게 해주겠다고 탬플턴을 설득, 샬롯의 알들을 보관한다. 덕분에 그녀의 딸들이 농장에서 태어나게 되고, 이들중 세 마리가 윌버와 같이 산다.

## 리뷰
《샬롯의 거미줄》은 로튼 토마토의 19개의 리뷰를 바탕으로 열렬한 호평을 받았는데, 총 74%의 신선도 평가를 받았으며, 6.6/10의 가중 평균 점수를 받았다..

## 수록곡
1. "Chin Up"
2. "I Can Talk!"
3. "A Veritable Smorgasbord"
4. "Zuckerman's Famous Pig"
5. "We've Got Lots In Common"
6. "Mother Earth and Father Time"
7. "There Must Be Something More"
8. "Deep In The Dark/Charlotte's Web"